# Карпенко Юрій Павлович
Карпенко Юрій Павлович (8 лютого 1949) — заслужений працівник культури України, викладач і музикант в жанрі ударних інструментів, засновник та керівник зразкового ансамблю ударних інструментів «Поліські дзвіночки», кавалер ордену «За заслуги» ІІІ ступеня.

## Життєпис
Юрій Павлович Карпенко народився 8 лютого 1949 р. у м. Чернігів у родині Ольги Филимонівни та Павло Дмитровича. Має старшого брата В'ячеслава.
Потяг до музики та різноманітних ударних музичних інструментів відчув ще в дитинстві.

## Творча діяльність
У 1982 р. створює дитячий ансабль ударних інсрументів «Поліські дзвіночки». З того часу музична діяльність Юрія Карпенка тісно пов'язана із ансамблем.

## Відзнаки та нагороди
- Заслужений працівник культури України (1999)[1]
- Медаль «За працю і звитягу» (2009)[1]
- Орден «За заслуги» ІІІ ступеня (2022) — за значний особистий внесок у державне будівництво, соціально-економічний, науково-технічний, культурно-освітній розвиток Української держави, зміцнення міжнародного авторитету України, вагомі трудові досягнення, багаторічну сумлінну працю[2].